# Rolf Birger Pedersen
Rolf Birger Pedersen (23. září 1939, Bergen, Norsko – 22. března 2001, Norsko) byl norský fotbalový útočník a reprezentant.

## Klubová kariéra
Na klubové úrovni hrál fotbal v Norsku pouze v mužstvu Brann Bergen, vyhrál s ním dvakrát ligový titul a jednou norský fotbalový pohár. Jedenkrát se stal nejlepším kanonýrem nejvyšší norské fotbalové ligy, v sezóně 1961/62 nastřílel 26 gólů (30zápasová sezóna).

## Reprezentační kariéra
V A-týmu Norska debutoval 28. 5. 1958 v přátelském utkání v Oslu proti týmu Nizozemska (remíza 0:0). Celkem odehrál v letech 1958–1962 za norský národní tým 15 zápasů a vstřelil 5 gólů.